# 皮亚季兹比扬斯基农村居民点
皮亚季兹比扬斯基农村居民点（俄语：Пятиизбянское сельское поселение）是俄罗斯联邦伏尔加格勒州卡拉奇区所属的一个农村居民点。其下辖有6个居民点，行政中心为皮亚季兹比扬斯基。据2016年统计，该农村居民点的人口为1312人。